# Melanoplus wappo
Melanoplus wappo är en insektsart som beskrevs av Rentz, D.C.F. 1978. Melanoplus wappo ingår i släktet Melanoplus och familjen gräshoppor. Inga underarter finns listade i Catalogue of Life.